# Іштван Остріч
Іштван Остріч (угор. Osztrics István, нар. 25 грудня 1949, Будапешт, Угорщина) — угорський фехтувальник на шпагах, олімпійський чемпіон 1972 року, чемпіон світу.

## Виступи на Олімпіадах
| Олімпіада     | Дисципліна          | Місце |
| ------------- | ------------------- | ----- |
| Мюнхен 1972   | командна шпага      | 1     |
| Монреаль 1976 | індивідуальна шпага | 4     |
| Монреаль 1976 | командна шпага      | 4     |
| Москва 1980   | індивідуальна шпага | 9     |
| Москва 1980   | командна шпага      | 8     |